# Kirchenkreis Barnim
Der Kirchenkreis Barnim ist einer von neun Kirchenkreisen der Evangelischen Kirche Berlin-Brandenburg-schlesische Oberlausitz im Sprengel Potsdam.

## Lage
Die Fläche des Kirchenkreises entspricht weitgehend dem Landkreis Barnim. Ahrensfelde und Panketal sowie die Wandlitzer Ortsteile Schönwalde und Schönerlinde (an der Stadtgrenze zu Berlin) gehören zum Kirchenkreis Berlin Nord-Ost, Friedrichswalde zum Kirchenkreis Oberes Havelland und Hirschfelde (Werneuchen) zum Kirchenkreis Oderland-Spree. Dafür liegen die Gemeinden Bölkendorf, Herzsprung und Schmargendorf, die zum Pfarrsprengel Brodowin-Chorin gehören, in der Stadt Angermünde im Landkreis Uckermark. Einige Gebiete der Region Oberbarnim liegen im Landkreis Märkisch-Oderland.
Der Kirchenkreis liegt im Sprengel Potsdam und grenzt in diesem im Westen und Norden an den Kirchenkreis Oberes Havelland, im Norden an den Kirchenkreis Uckermark, im Osten an Polen, im Südosten an den Kirchenkreis Oderland-Spree im Sprengel Görlitz und im Süden an den Kirchenkreis Berlin Nord-Ost im Sprengel Berlin.

## Geschichte
Der Kirchenkreis Barnim wurde im Jahr 1997 durch den Zusammenschluss der Kirchenkreise Bernau und Eberswalde innerhalb der Evangelischen Kirche in Berlin-Brandenburg gebildet. Beide Kirchenkreise gehörten von 1963 bis 1996 zum Sprengel Eberswalde.

## Organisation
Der Sitz des Kirchenkreises ist in Eberswalde.
Das höchste Organ des Kirchenkreises ist die für sechs Jahre gewählte Kreissynode. Anders als in anderen Kirchenkreisen amtiert hier jedoch kein Superintendent, sondern ein Leitungsgremium, in dem seit 2014 der Biesenthaler Pfarrer Christoph Brust den Vorsitz hat. Mit dem Kreiskirchenrat übt das Kollegium die Dienstaufsicht über die Mitarbeiter des Kirchenkreises aus.
Zwei Kreisjugendwarte und ein Kreisjugendpfarrer koordinieren die Jugendarbeit in den Gemeinden des Kirchenkreises.
Er umfasst 66 Kirchengemeinden mit ca. 17.500 Gemeindegliedern (Stand 2019).

### Mitglieder
Gemäß dem Zensus 2011 gehörten 12,7 % der Bevölkerung der evangelischen Kirche an. Katholisch waren 2,5 %. 84,8 % der Befragten waren konfessionslos, an eine andere Religionsgemeinschaft gebunden oder machten keine Angabe. Die Zahl der Protestanten ist seitdem weiter gesunken. Ende Dezember 2019 hatte der Barnim 9,5 % (17.556) Protestanten.

## Sakralbauten

### Kirchengebäude
Siehe Kategorie:Kirchengebäude des Evangelischen Kirchenkreises Barnim

### Friedhöfe
- Friedhof Beiersdorf
- Bernau  Neuer Friedhof
- Bernau  Alter Friedhof
- Friedhof Bölkendorf
- Friedhof Börnicke
- Friedhof Britz/Dorf
- Friedhof Brodowin
- Friedhof Brunow
- Friedhof Danewitz
- Friedhof Dannenberg
- Friedhof Elisenau
- Friedhof Gersdorf
- Friedhof Golzow
- Friedhof Grüntal
- Friedhof Klobbicke
- Friedhof Krummensee
- Friedhof Ladeburg
- Friedhof Ladeburg
- Friedhof Lanke
- Friedhof Lüdersdorf
- Friedhof Lunow
- Friedhof Parstein
- Friedhof Prenden
- Friedhof Rüdnitz
- Friedhof Schmargendorf
- Friedhof Schönfeld
- Friedhof Schönow
- Friedhof Sommerfelde
- Friedhof Stolzenhagen
- Friedhof Tornow
- Friedhof Trampe
- Friedhof Willmersdorf
- Zepernick Alter Friedhof
- Zepernick Neuer Friedhof